# Joseph Henri Van Den Daele
Joseph Henri Van den Daele (Gent, 4 januari 1851 – Wimbledon (Londen), 13 maart 1916) was een Vlaams schrijver, bibliothecaris, bestuurder en ambtenaar.
Hij geniet vooral bekendheid als auteur van een biografie, over de Zuid-Nederlands ondernemer en industrieel spion Lieven Bauwens (Gent, 14 juni 1769 – Parijs, 17 maart 1822), die hij schreef in 1885 en die verscheen enkele dagen voor het onthullen van het standbeeld van Lieven Bauwens, van de hand van Pieter De Vigne, te Gent. Het werk was eveneens het eerste deel in een reeks die was bedoeld als een Vlaamse tegenhanger van de Franstalige “Bibliotheque Gilon” van de uitgever Ernest Gilon. Het bevat enkele citaten op het vlak van arbeid van Benjamin Franklin en Jean Jacques Rousseau door wie hij zich liet inspireren. 
Het samengaan van rechten met plichten en het verband met arbeid vormt voor hem een belangrijk thema:
“Altijd spreekt men tot het volk van zijne rechten en bijna nooit van zijne plichten. Nochtans zijn rechten en plichten zoo nauw aan elkaar verbonden, dat zij noodzakelijk en onvermijdelijk op denzelfde tijd dezelfde veranderingen moeten ondergaan. Wanneer het evenwicht tusschen plicht en recht verbroken is, ondergaat de maatschappij eene storing, die zoo niet haar bestaan, dan toch zekerlijk hare rust bedreigt en de voorspoed eener natie in gevaar brengt. Een der bestendige voorschriften van den plicht is dus het werk. De natuur geeft ons niets zonder arbeid.” en “Maar het werk is slechts dan wezenlijk nuttig, wanneer het met verstand, kracht en volharding volbracht wordt.”

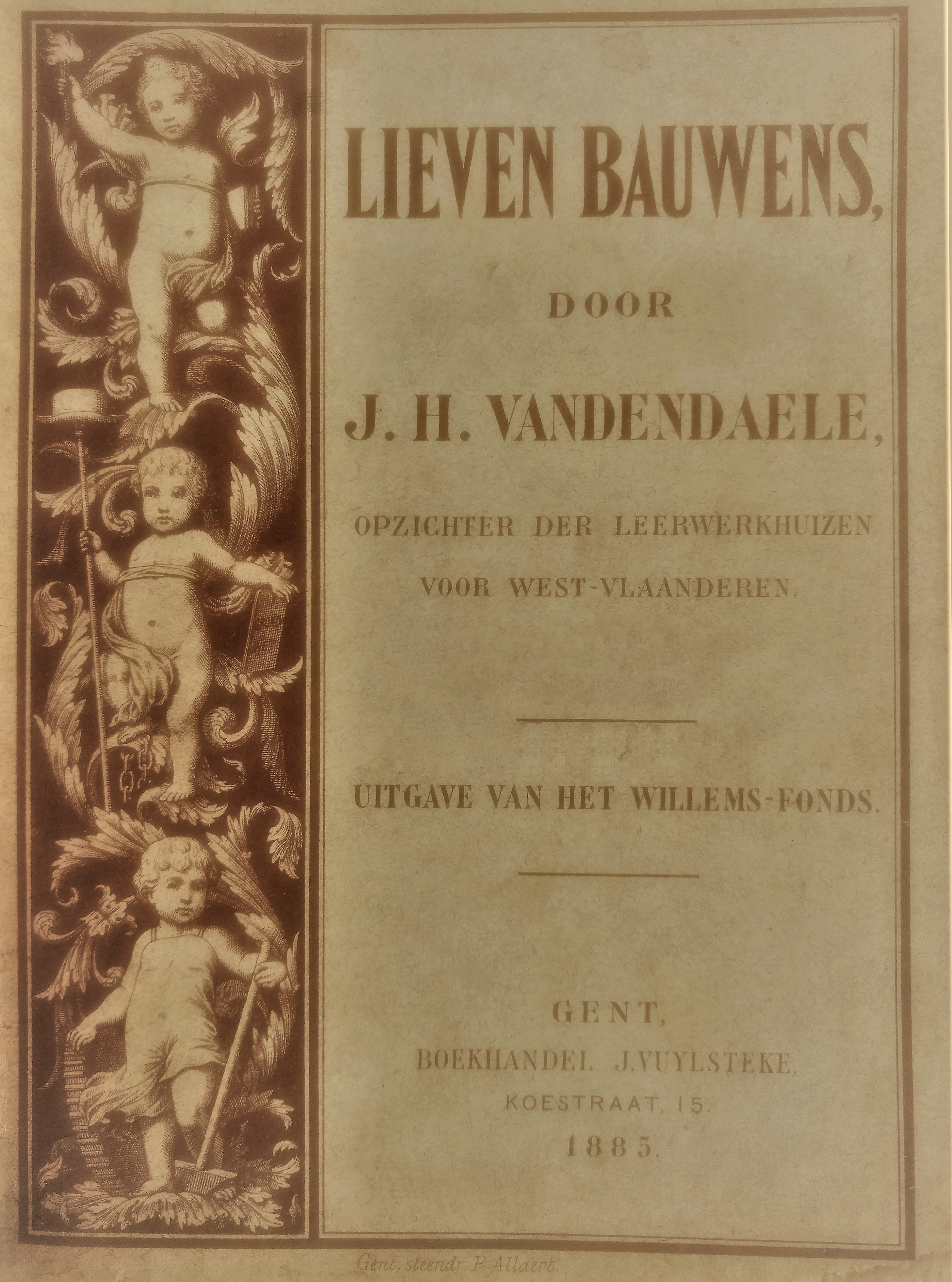
Lieven Bauwens

In 1882 ontving hij een gouden medaille in de wedstrijd verbonden aan de nationale nijverheidstentoonstelling ingericht door de "Chambre Syndicale Provinciale des Arts Industriels" te Gent.
Van 1885 tot 1891 was hij bibliothecaris van het Willemsfonds te Brugge waar hij Karel De Flou opvolgde en op zijn beurt werd opgevolgd door Max Seligmann. In 1888 had een volledige herinrichting en uitbreiding van de bibliotheek plaats, wat voor een toename zorgde van het aantal jonge lezers. Vanaf 1890 wou men ook niet-leden toegang geven tot de vernieuwde bibliotheek.
Als lid (van 1883 tot 1905) en bestuurder (vanaf 1885) van het Willemsfonds Brugge hield hij verschillende voordrachten over uiteenlopende onderwerpen.
Hij was ook als investeerder actief in het financieren van nieuwe ondernemingen, zoals de Société Anonyme des Briqueteries, Tuileries et Céramiques, Système Geldens te Nieuwpoort in 1900.
Beroepshalve was hij opzichter van de leerwerkhuizen van de provincie West-Vlaanderen. Vanaf 1899 zou hij dit uitbreiden met de provincie Oost-Vlaanderen.
In 1894 werd hij benoemd tot afgevaardigde van de regering om deel te nemen aan de heringerichte toezichtdienst van gevaarlijke, ongezonde en hinderlijke bedrijven. Hij nam voor België deel aan het vierde internationaal congres over arbeidsongevallen en sociale verzekeringen te Brussel in 1897. Tot 1914 bleef hij afgevaardigde bij de arbeidsinspectie en week daarna uit naar Engeland waar hij in 1916 stierf aan maagkanker.
Zijn vader was een kleermaker die gevestigd was in de Brabantdam te Gent en die rond 1852 met zijn gezin verhuisde naar Passy waar de jonge Joseph een deel van zijn jeugd doorbracht. Hij stamde uit een familie die reeds verschillende generaties actief was in de textielsector in Vlaanderen.